# Усть-Лопъю
Усть-Лопъю (коми Лӧпъювом) — поселок в Прилузском районе республики Коми в составе сельского поселения Объячево.

## География
Находится на расстоянии примерно 10 км на юг по прямой от центра района села Объячево на левом берегу реки Лэпью у её впадения в Лузу.

## История
В 1949 году существовал Лопьинский лесопункт, где на 01.06.1949 г. находился 31 высланный: 27 «власовцев», 4 немца. В 1956 году посёлок лесозаготовителей Устье-Лопью. В 1970 году в посёлке жили 532 человека, в 1979 году — 461, в 1989 году — 432, из них 59 % — русские, 30 % — коми; в 2000 − 369 чел. В 1984 году Лопьинский лесопункт производственного объединения «Прилузлес» — один из первых во всесоюзном лесопромышленном объединении «Комилеспром».

## Население
Постоянное население составляло 335 человек (коми 31 %, русские 61 %) в 2002 году.
| 2010 |
| ---- |
| 259  |